# Trần Thiện Đạo
Trần Thiện Đạo (1933-2017) là một dịch giả, nhà văn và nhà phê bình văn học người Việt. Ông thường lấy bút danh là Trần Mai Lan, Mõ Văn Làng, Trần Kim Lân. Ông là một trong những người đóng góp cho ngành kinh tế bảo hiểm tại Việt Nam thuở sơ kỳ.

## Sự nghiệp
Năm 1950, ông sang Pháp định cư với nghề dạy học. Tuy định cư tại Pháp, ông vẫn cộng tác bằng nhiều tác phẩm dịch thuật và viết phê bình được xuất bản tại Việt Nam trong giai đoạn 1964-1975. Ông là một trong những người viết chính của "Tạp chí Văn" và đặc san "Văn - Nghiên cứu và phê bình" thời Việt Nam Cộng hòa, đồng thời cộng tác với "tuần báo Nghệ thuật" và "tạp chí Bách Khoa".
Trước năm 1975, ông bị Việt Nam Cộng hòa nghi ngờ có cảm tình với Việt Nam Dân chủ Cộng hòa. Sau năm 1975, ông hoạt động phê bình văn học tại hải ngoại. Sau chính sách Đổi mới của Việt Nam, ông trở về Việt Nam với vai trò chuyên gia đóng góp cho ngành bảo hiểm tại Việt Nam thuở sơ kỳ. Năm 2007, ông được Trung tâm Văn hóa Pháp tại Hà Nội mời góp ý tuyển chọn các tác phẩm tiếng Pháp để dịch sang tiếng Việt. Ngày 8 tháng 5 năm 2013, ông tham gia tọa đàm "Dịch thuật trong đời sống xuất bản hiện nay" tại Trung tâm Văn hóa Pháp.

## Ấn phẩm

### Dịch thuật
| Tựa gốc               | Nhà văn              | Tựa Việt                             | Nguồn                   |
| --------------------- | -------------------- | ------------------------------------ | ----------------------- |
| Le petit prince       | Saint Exupéry        | Cậu hoàng con                        | [ 1 ] [ 2 ] [ 4 ] [ 5 ] |
| Noces                 | Albert Camus         | Giao cảm                             | [ 1 ] [ 2 ] [ 4 ] [ 5 ] |
| L'envers et l'endroit | Albert Camus         | Bề trái và bề mặt                    | [ 1 ] [ 2 ] [ 4 ] [ 5 ] |
| La chute              | Albert Camus         | Sa đọa                               | [ 1 ] [ 2 ] [ 4 ] [ 5 ] |
| Huis Clos             | Jean Paul Sartre     | Kín cửa                              | [ 1 ] [ 2 ] [ 4 ] [ 5 ] |
| Pour un nouveau roman | Alain Robbe Grillet  | Phấn đấu cho một nền tiểu thuyết mới | [ 1 ] [ 2 ] [ 4 ] [ 5 ] |
| Le silence de la mer  | Jean Bruller Vercors | Im lặng của biển cả                  | [ 1 ] [ 2 ] [ 4 ] [ 5 ] |
| Zadig                 | Voltaire             | Zadig                                | [ 1 ] [ 2 ] [ 4 ] [ 5 ] |
| La mare au diable     | George Sand          | Ao qủy                               | [ 1 ] [ 2 ] [ 4 ] [ 5 ] |

### Phê bình, nghiên cứu
| Tựa sách | Ngôn ngữ   | Nguồn             |
| --- | ---------- | ----------------- |
| Luật bảo hiểm                                                                                                   | tiếng Pháp | [ 1 ] [ 2 ] [ 4 ] |
| The stream of consciousness in Virginia Woolf's novels [Độc Thoại Nội Tâm Trong Tiểu Thuyết Của Virginia Woolf] | tiếng Anh  | [ 1 ] [ 2 ] [ 4 ] |
| Văn nghệ - Những nụ cười giòn                                                                                   | tiếng Việt | [ 1 ] [ 2 ] [ 4 ] |
| Văn học phương Tây - lý luận, phê bình và dịch thuật                                                            | tiếng Việt | [ 1 ] [ 2 ] [ 4 ] |
| Từ chủ nghĩa hiện sinh tới thuyết cấu trúc                                                                      | tiếng Việt | [ 1 ] [ 2 ] [ 4 ] |
| Cửa sổ văn chương thế giới                                                                                      | tiếng Việt | [ 1 ] [ 2 ] [ 4 ] |